# Testudo hermanni
La testuggine di terra o testuggine di Hermann (Testudo hermanni Gmelin, 1789) è un rettile appartenente all'ordine delle testuggini.

## Etimologia
Il nome hermanni è in onore del medico e naturalista francese Jean Hermann.

## Descrizione
I dati sono riferibili agli individui selvatici, in quanto alcuni fattori morfologici, principalmente la taglia e l'aspetto del guscio, possono essere alterati dalle condizioni di cattività durante il periodo di sviluppo. La specie mostra inoltre una considerevole variabilità in relazione all'habitat occupato, dove è influenzata da fattori quali il tasso di umidità, l'irradiazione solare, la disponibilità di acqua e la tipologia e quantità delle risorse alimentari presenti.

### Popolazioni italiane

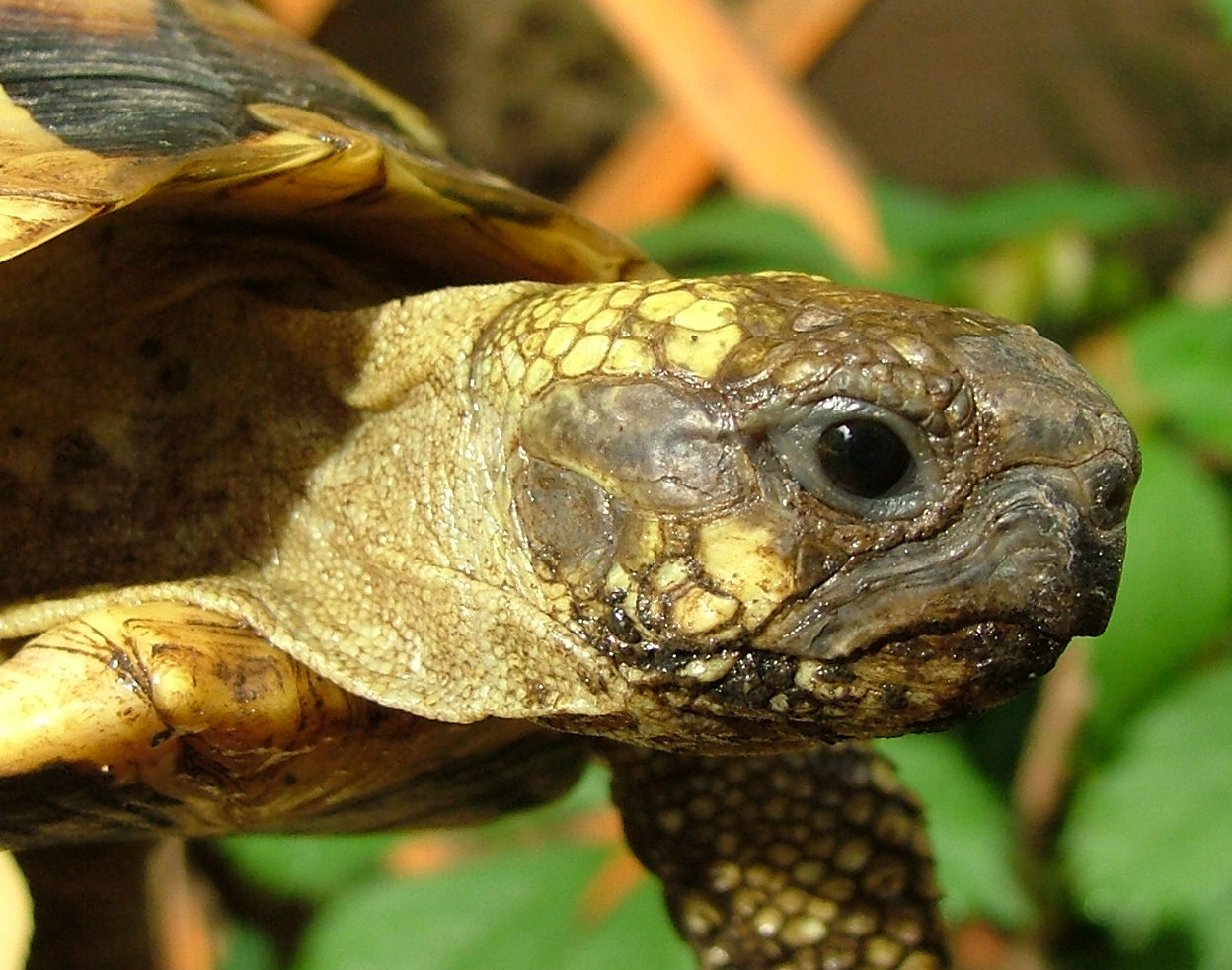
Nuca e guance gialle caratterizzanti la T. h. hermanni

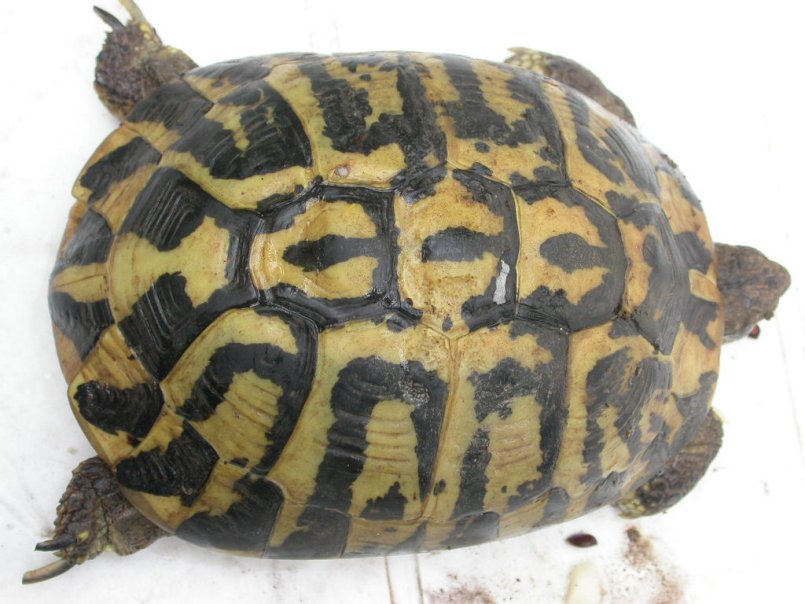
Femmina di T. h. hermanni 'Pugliese' nata nel 1892

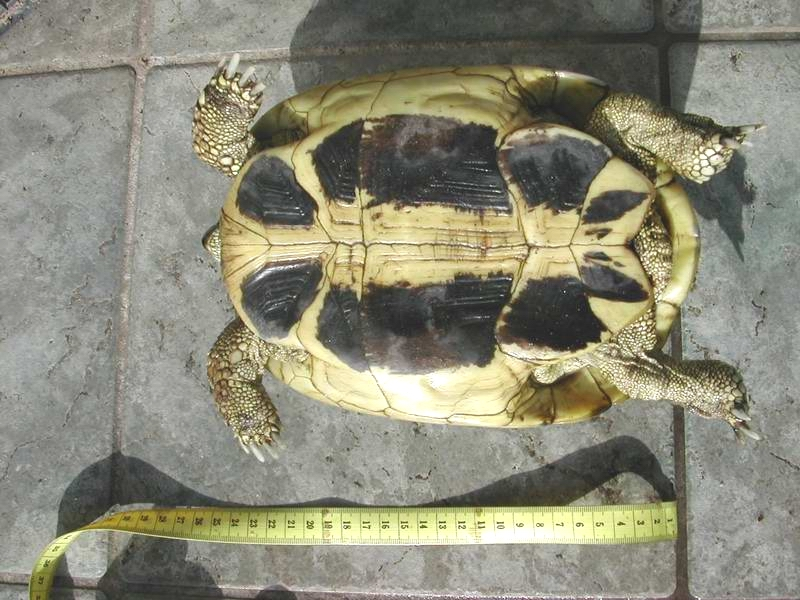
Femmina di T. h. hermanni 'Sarda'

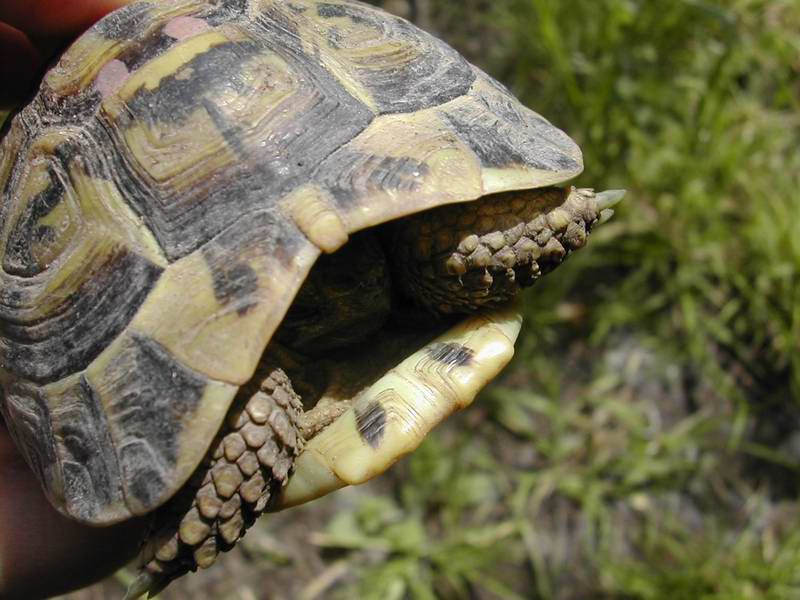
Striature sottogolari in individuo di T. h. hermanni 'Sarda'

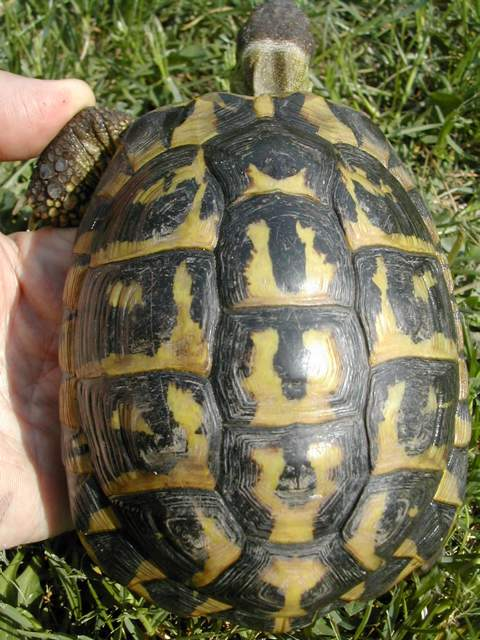
T. h. hermanni 'Varoise'

Elenco delle popolazioni italiane.
Italia settentrionaleDi piccola taglia con macchie chiare sul carapace.
Peso intorno ai 400 g, presente in quote collinari fino a 600 m s.l.m.
Dimensioni massime: femmina 15 cm, maschio 13 cm.
ToscanaDal caratteristico carapace oblungo, con fondo giallo aranciato.
La femmina può raggiungere un peso di 1.000 g.
Dimensioni massime: femmina 16 cm, maschio 14 cm.
PugliaColorazione delle macchie mediamente scura e taglia molto ridotta.
Peso: femmina 750 g, maschio 450 g, presente fino a 600 m s.l.m.
Dimensioni massime: femmina 15 cm, maschio 13 cm.
CalabriaColorazione delle macchie scura e taglia nella media, colore giallo acceso spesso tendente all'aranciato.
peso: femmina 750-900 g, maschio 400-550 g, presente fino a 1.500 metri s.l.m.
dimensioni massime: femmina 17 cm, maschio 14 cm.
SiciliaSimile alla Toscana ma con la colorazione delle macchie più scura. Sono molto frequenti individui con le scaglie golari contrassegnate da una o due bande nere. La seconda scaglia vertebrale è spesso convessa verso la parte anteriore.
la femmina pesa intorno ai 800-1.200 g. Il maschio circa 450-700 g, presente fino a 1.500 m s.l.m.
Dimensioni massime: femmina 20 cm, maschio 16 cm. Molto raramente le femmine possono anche arrivare a superare i 20 cm.
SardegnaTaglia molto grande e pelle scura, il capo presenta alcune macchie gialle. La testa dei maschi ha una forma all'incirca trapezoidale, nella maggior parte degli individui le scaglie golari sono contrassegnate internamente da due bande nere. La seconda scaglia vertebrale è spesso convessa verso la parte anteriore.
La femmina può superare i 2 kg di peso.
Dimensioni massime: femmina 24 cm, maschio 18 cm.
CorsicaCaratteristiche molto affini alla forma sarda, documentati casi di individui femmine di 23 cm.
Le scaglie golari sono contrassegnate internamente da una o nessuna banda nera.
Dimensioni massime: femmina 19 cm, maschio 16 cm.

### Popolazioni francesi

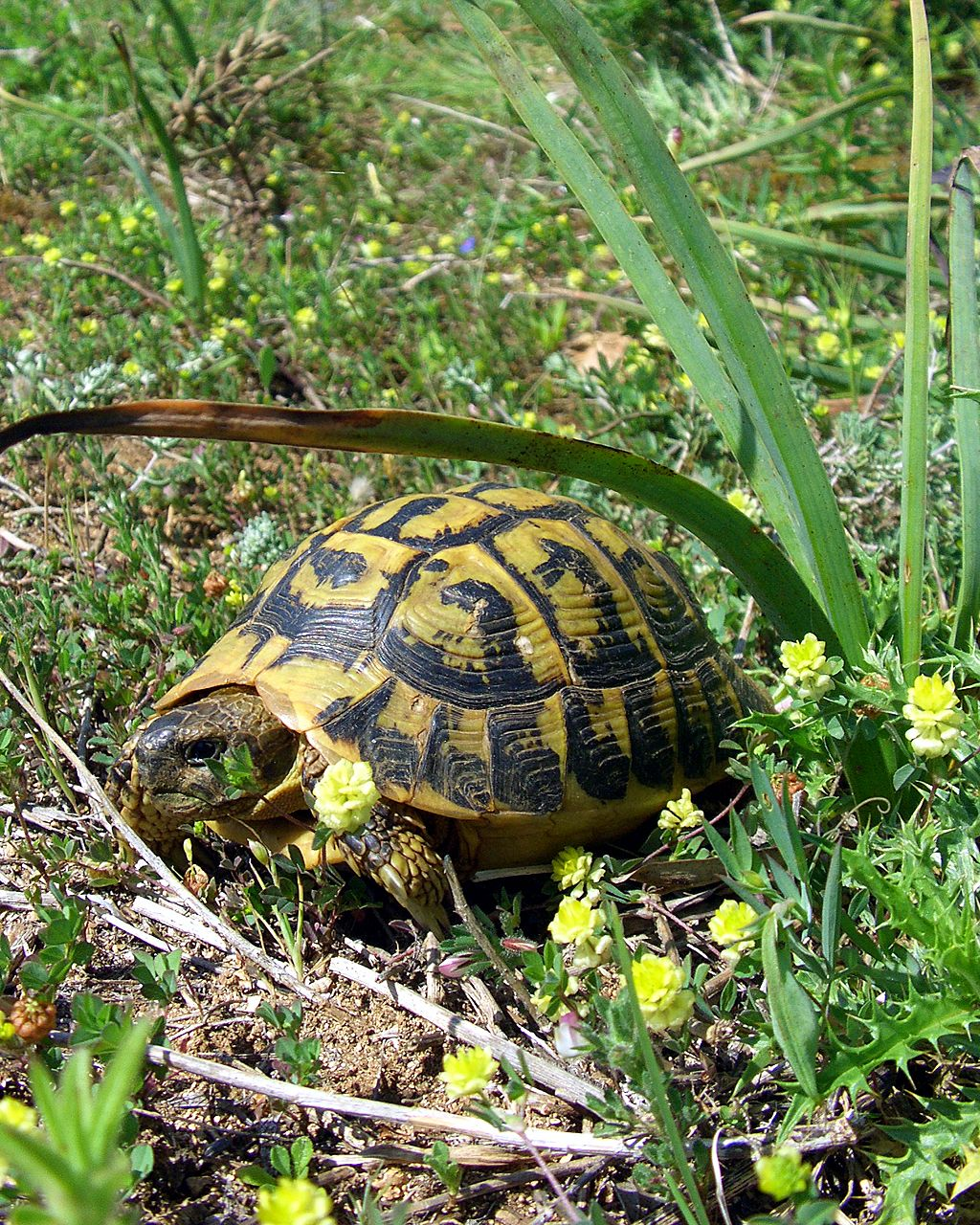
T. h. hermanni 'Maiorchina'

Provenza, Côte Varoise
La colorazione di fondo del carapace è giallo-oro con macchie non molto scure.
La pelle va dal giallo grigiastro del collo al grigio scuro del capo, con una macchia gialla retrostante l'occhio.
La colorazione della zampe è giallastra.
La separazione tra la prima e seconda squama vertebrale è diritta.
Le scaglie golari internamente sono prive di bande nere.
Dimensioni massime: femmina 20 cm, maschio 17 cm.

### Popolazioni iberiche
La colorazione di fondo del carapace è giallo-oro molto intenso, pelle gialla.
MaiorcaDimensioni massime: femmina 15 cm, maschio 13 cm.
MinorcaDimensioni massime: femmina 18 cm, maschio 14 cm.
Spagna continentalecon gli anni la colorazione del carapace tende a diventare più scura.
Dimensioni massime: femmina 16 cm, maschio 14 cm.

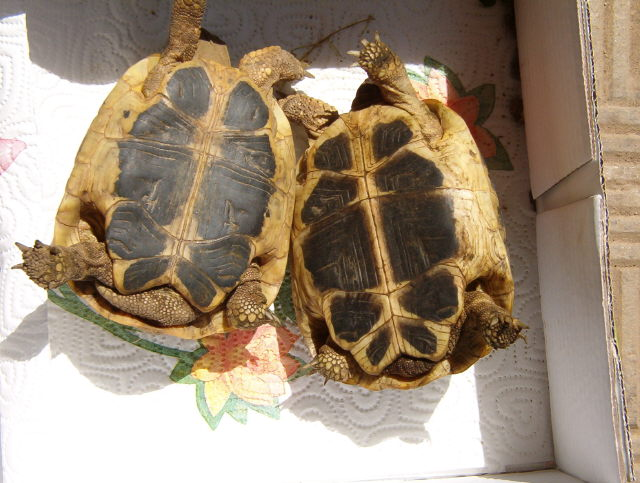
A sinistra maschio, a destra femmina

La differenziazione tra individui maschi e femmine si effettua tramite l'esame dei caratteri sessuali secondari. I maschi, inferiori di taglia, possiedono una coda lunga, robusta e grossa alla base, l'astuccio corneo è ben sviluppato, nella femmina la coda è piccola e corta, l'astuccio corneo è di ridotte dimensioni. La distanza dell'apertura cloacale dalla base della coda è maggiore nel maschio. I maschi adulti presentano una concavità nel piastrone per facilitare la monta sul carapace della femmina, il piastrone delle femmine e degli individui giovani e subadulti è piatto; l'angolo formato dagli scuti anali del piastrone è molto maggiore nel maschio; l'altezza degli stessi scuti è però maggiore nella femmina. Lo scuto sopracaudale del maschio è curvo verso il basso, nella femmina è allineato al carapace.

## Biologia

### Comportamento

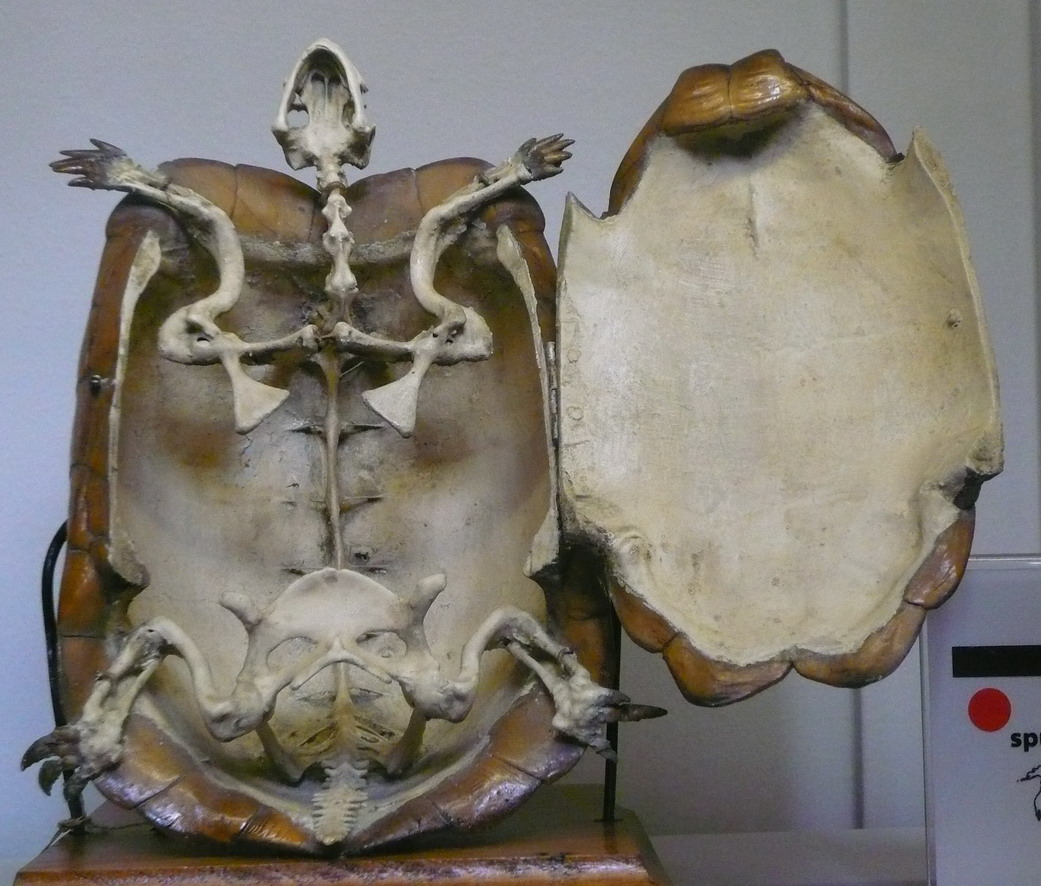
Scheletro

Le testuggini hanno una buona vista: sanno distinguere forme, colori e riconoscono anche persone. Hanno un senso dell'orientamento molto preciso: se vengono spostate qualche centinaio di metri dal territorio al quale sono molto legate ci ritorneranno in breve tempo. Sono molto sensibili alle vibrazioni del suolo anche se non hanno un udito sviluppato. L'odorato invece è ben sviluppato ed ha un ruolo importante nella ricerca del cibo e nella funzione sessuale.
Le tartarughe di Hermann sono animali ectotermi e nelle prime ore della giornata si crogiolano al sole per innalzare la temperatura corporea ed attivare le funzioni metaboliche. L'esposizione al sole permette di assumere i raggi UVB atti alla sintesi della vitamina D. Raggiunta la temperatura corporea necessaria per l'attivazione degli enzimi atti alla digestione le tartarughe si dedicano alla ricerca del cibo. Con temperature atmosferiche superiori ai 27 °C diventano apatiche e cercano refrigerio scavando piccole buche al riparo della vegetazione bassa o riparandosi in piccoli anfratti. Con la discesa delle temperature si ha la ripresa dell'attività.
Nei primi giorni d’autunno, al calare delle temperature, i rettili smettono di alimentarsi, anche per più di 20 giorni, per poter svuotare completamente l'intestino da residui di cibo.
Diventano sempre più apatici e, verso novembre o dicembre a seconda della latitudine, iniziano ad interrarsi o a ripararsi in luoghi protetti e cadono in letargo.
La temperatura ideale di letargo, calcolata nel luogo di interramento è di 5 °C, temperature inferiori ai 2 °C arrecano danni cerebrali o morte, superiori ai 10 °C le inducono in uno stato di dormiveglia pericoloso per l'esaurimento delle scorte di grasso necessarie a superare l'inverno. In natura gli individui si interrano anche di 10-20 centimetri.
Il letargo è una fase metabolica assolutamente necessaria per questa specie, va impedito solo in caso di malattia o debilitazione.
La principale causa di morte, nel caso di individui tenuti a svernare all'interno di abitazioni da allevatori improvvisati è proprio la temperatura, che si presenta troppo alta per consentire il letargo e troppo bassa per consentire di continuare ad alimentarsi.
In queste situazioni se si vorrà tenerlo attivo, l'individuo andrà collocato in un terrario riscaldato con un punto caldo sui 28 °C ed un punto fresco e ombreggiato sui 18 °C, con un substrato di 5 cm circa composto da un 40% di torba bionda di sfagno, un 40% di terriccio naturale privo di concimi e fitofarmaci ed un 20% di sabbia di fiume. Essenziale è una lampada UVB specifica per rettili necessaria per la sintesi della vitamina D occorrente per fissare il calcio.
Se si opta per un letargo controllato la testuggine andrà posta in un contenitore protetto dai roditori con una rete metallica, ricolmo del medesimo substrato del terrario.
Il contenitore andrà collocato in un locale buio con temperature tra i 4 °C e gli 8 °C e una sufficiente umidità ambientale, 70%UR.
Il risveglio avviene generalmente nel mese di marzo ed è legato al rialzarsi delle temperature diurne.
L'impiego di casette e tettoie è sconsigliato per il letargo. Questi rettili necessitano di idratarsi grazie alle frequenti piogge invernali. Il riparo perfetto per il letargo può essere costruito artificialmente con un cumulo di foglie secche e arbusti.

### Alimentazione

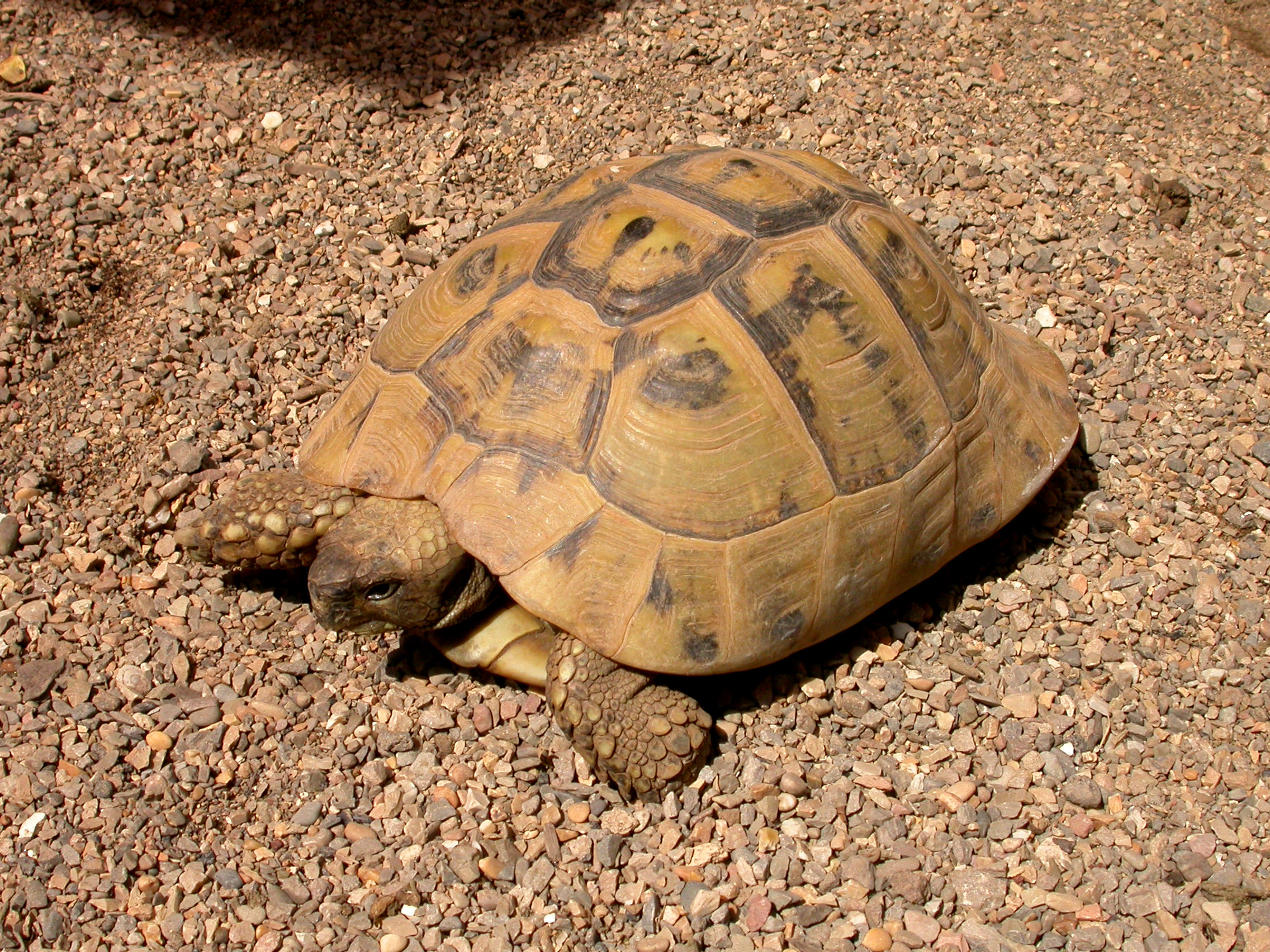
Il perfetto carapace di una T. h. boettgeri della Bulgaria caratterizzato da una colorazione molto chiara

Sono rettili principalmente erbivori ma, in caso di necessità, possono sfruttare anche risorse alimentari diverse. Gli individui selvatici vivono in un habitat caratterizzato da lunghi periodi di aridità che li costringe a nutrirsi di erbe secche, in queste condizioni integrano la loro dieta mangiando artropodi o chiocciole, queste ultime utili per l'apporto di calcio del guscio. Saltuariamente non disdegnano escrementi o piccole carogne. Gli individui allevati in cattività sono generalmente sovralimentati e non vanno assolutamente nutriti con: carne, formaggi, alimenti per cani e gatti, uova, pane, latte, agrumi, kiwi.
Il tarassaco, la cicoria e il radicchio rosso sono alcune delle verdure adatte alla loro alimentazione per l'alto rapporto di calcio rispetto al fosforo e per le fibre in esse contenute. Alti apporti proteici e di fosforo con bassi valori di calcio a lungo andare possono provocare, in fase di accrescimento, deformazioni permanenti del carapace e danni agli organi interni.
Evidente segno di una cattiva alimentazione è un carapace con gli scuti appuntiti e scanalati nelle suture, la cosiddetta piramidalizzazione, al contrario un carapace in forma di una levigata semicalotta ovale è segno di una corretta alimentazione.

### Riproduzione

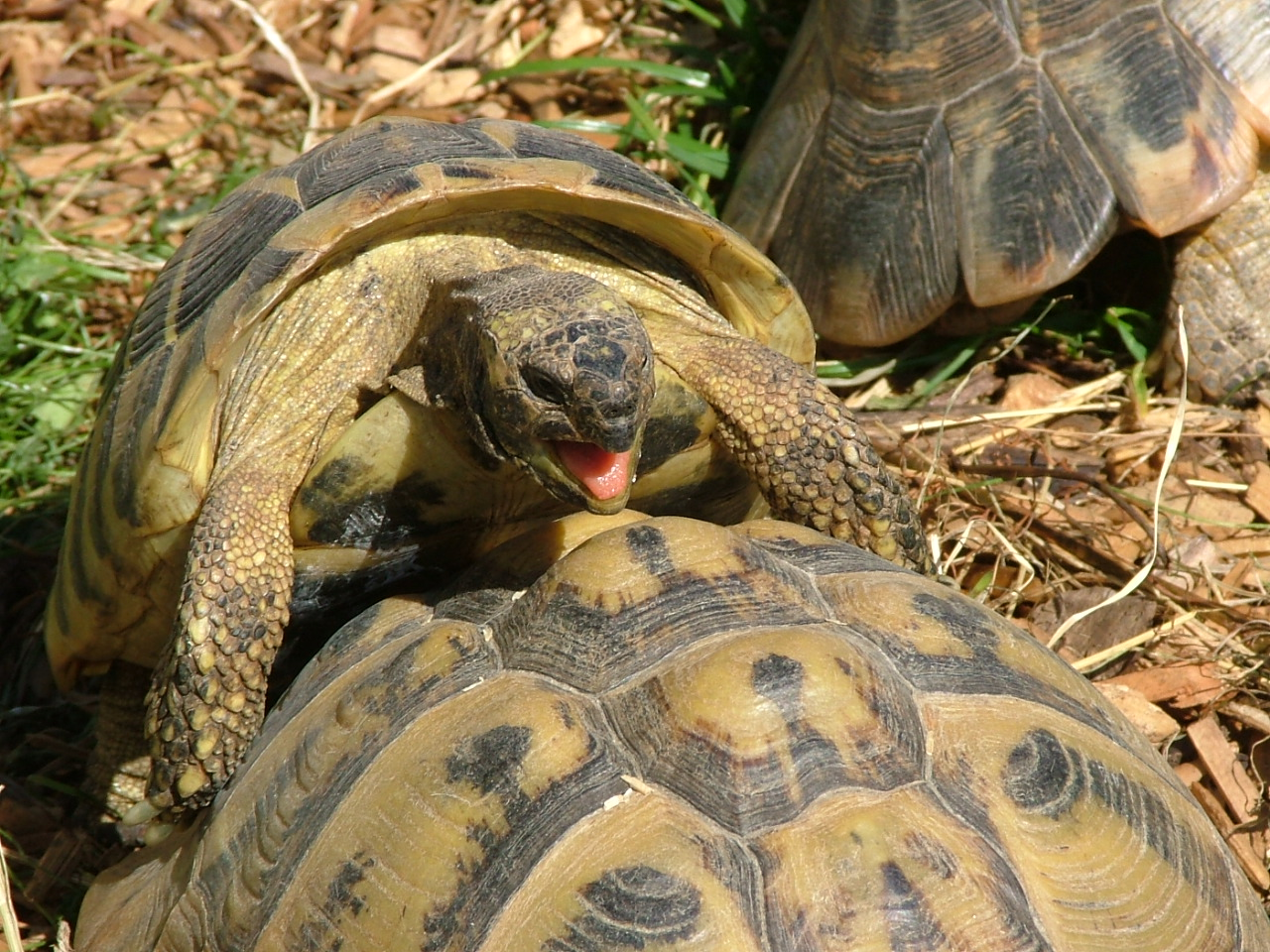
Accoppiamento

Subito dopo il risveglio dal letargo inizia il corteggiamento da parte del maschio, con un rituale che prevede inseguimenti, morsi e colpi di carapace alla femmina.
Il maschio monta sul dorso della femmina per la copula che avviene con l'estroflessione del pene contenuto nella grossa coda e in questa occasione emette l'unico verso udibile da questi rettili per il resto muti. La femmina può arrivare fino a 4 anni di anfigonia ritardata, conservando lo sperma in un apposito organo, la spermateca, all'interno dell'ovidutto.

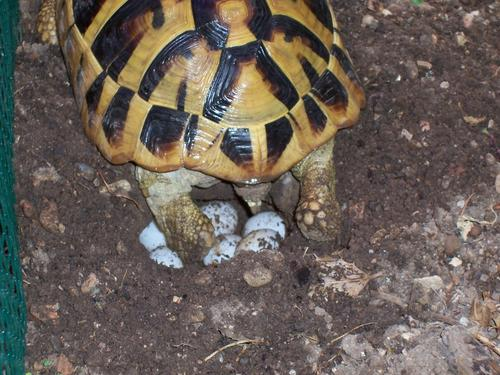
Deposizione delle uova

Animali longevi, si hanno notizie certe di molti individui pluricentenari, raggiungono la maturità sessuale intorno ai 10 anni. Le Testudo sono ovipare, le deposizioni avvengono in buche scavate dalla femmina nel terreno con le zampe posteriori.
Le femmine di T. hermanni depongono anche in quattro volte, da maggio a luglio, un numero variabile di uova generalmente in proporzione alla taglia dell'individuo.

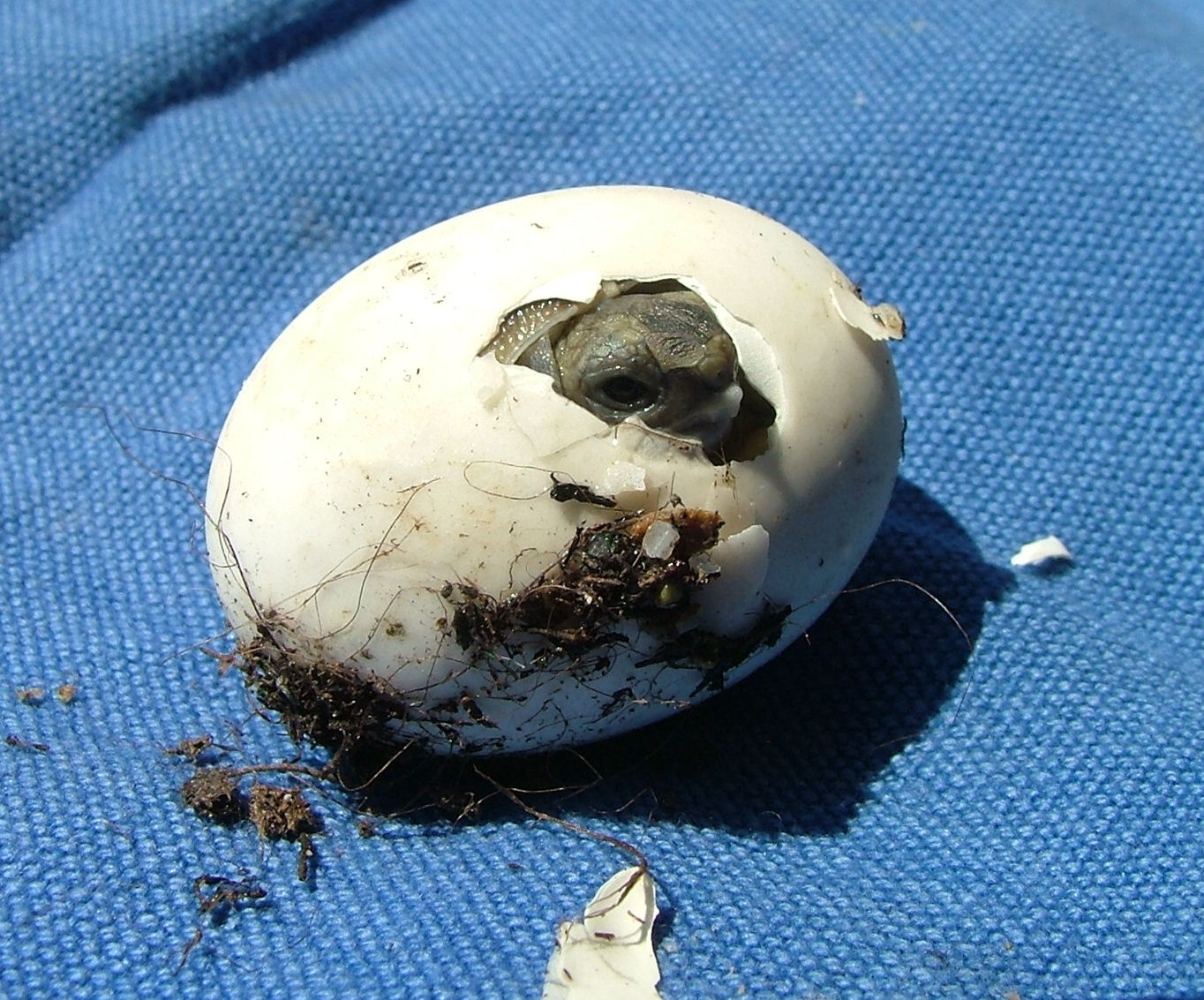
Rottura dell'uovo con il dente

Il tempo di incubazione, 2 o 3 mesi circa, e il sesso dei nascituri varia in funzione della temperatura.
Con temperature di incubazione inferiore ai 31,5 °C si avrà una preponderanza di individui maschi, con temperature superiori ai 31,5 °C in maggioranza femmine. Giunto il momento della schiusa, spesso agevolata da una giornata di pioggia, il tartarughino per rompere il guscio si avvale del cosiddetto "dente dell'uovo", un tubercolo corneo posto tra le narici e la mascella superiore, destinato a sparire in pochi giorni. La fuoriuscita dall'uovo dura anche 48 ore e in questo arco di tempo viene assorbito totalmente il sacco vitellino.

## Distribuzione e habitat
Specie paleartica, è presente esclusivamente nell'Europa meridionale. L'areale di distribuzione di questa specie si estende dalla Spagna alla Romania includendo le isole maggiori del Mediterraneo. La Testudo hermanni e la Emys orbicularis sono le sole specie autoctone italiane appartenenti all'ordine Testudines, la Testudo graeca, la Testudo marginata e la Trachemys scripta sono specie introdotte a causa del loro commercio ed utilizzo come animali da compagnia.

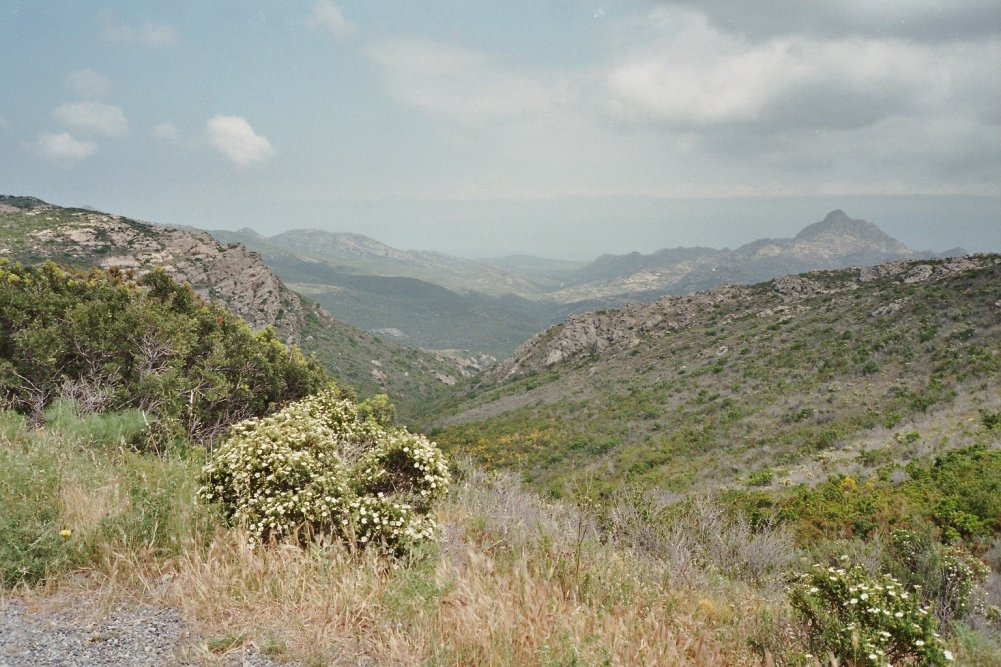
Macchia mediterranea

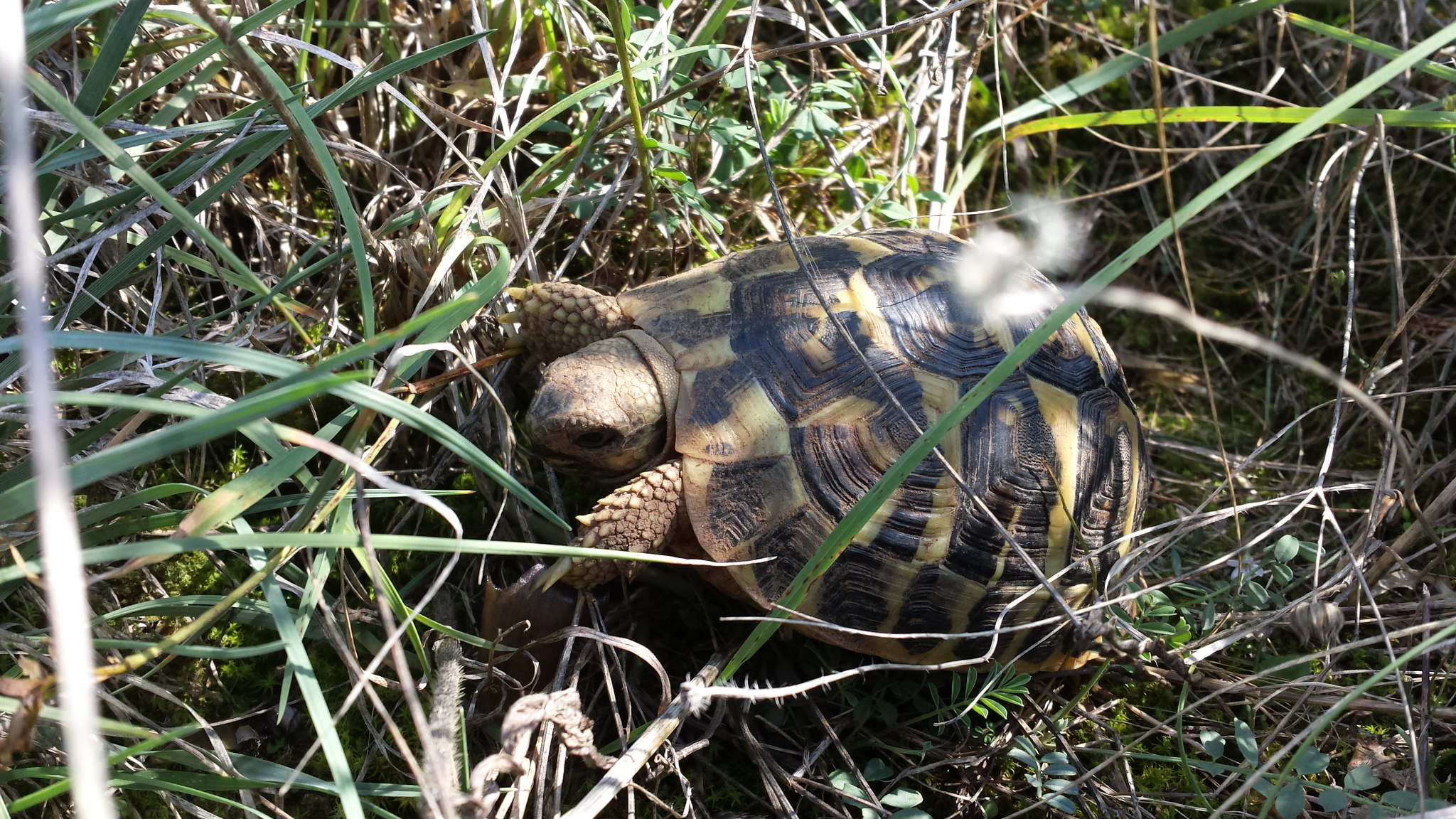
Femmina di Testudo hermanni nella macchia mediterranea pugliese

Le condizioni ecologiche richieste della testuggine di Hermann sono tipicamente mediterranee, comprese nella zona fitoclimatica del Lauretum e caratterizzate da inverni miti con precipitazioni moderate ed estati aride con temperature elevate. Questa specie trova rifugio e nutrimento nella vegetazione bassa cespugliosa della gariga, gli arbusti della macchia mediterranea e nel sottobosco fino a quota collinare temperata.
In Italia gli ambienti in cui sono ancora possibili dei ritrovamenti e sono presenti dei gruppi vitali sono, le dune sabbiose costiere ricche di vegetazione, le pinete costiere di pini mediterranei con sottobosco di arbusti mediterranei, le leccete e le sugherete. Alcuni gruppi sono presenti nei querceti di roverelle e in alcuni boschi misti di querce e carpini, di frassini e pioppi bianchi (Bosco della Mesola).
In alcune regioni si incontrano individui in aree destinate all'uso agricolo quali gli: oliveti, agrumeti, mandorleti e vigneti, come ad esempio in Liguria.

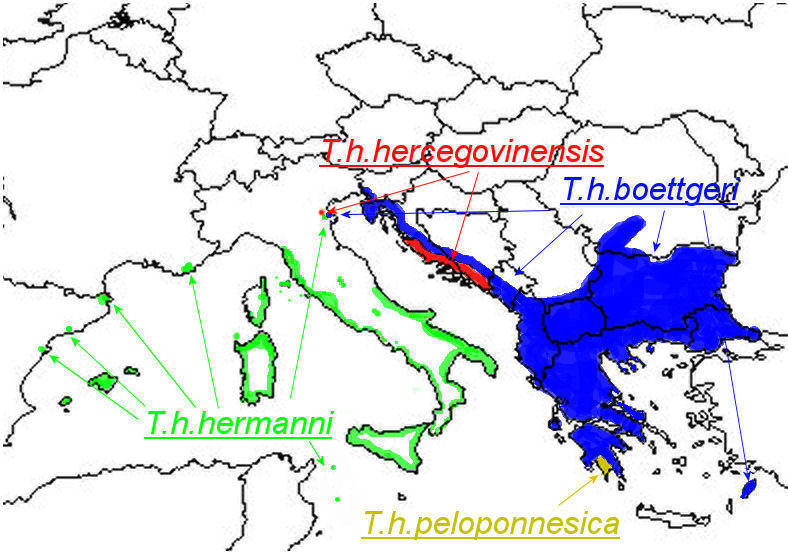
Areale della Testudo hermanni e localizzazione delle sottospecie

## Tassonomia

### T. hermanni hermanni

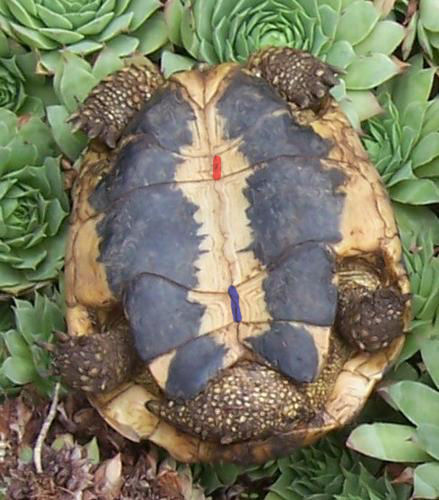
T. h. hermanni maschio

Le dimensioni del carapace degli adulti variano da un minimo di 13 cm nei maschi della Puglia a un massimo di 24 cm nelle femmine della Sardegna. La colorazione di base del carapace è giallo-aranciato con diffuse macchie nere, molto estese sul piastrone. La sutura pettorale (rossa nella foto) è, generalmente, minore della femorale (blu nella foto). Altre caratteristiche sono: la pigmentazione gialla delle scaglie sotto gli occhi, assente negli individui adulti di T. h. boettgeri, e un caratteristico disegno sullo scuto sopracaudale a forma di toppa di serratura. Questa sottospecie è diffusa in Francia, Italia, Spagna continentale e Baleari.
Prima comune, ora sempre più rara in Abruzzo, Basilicata, Calabria, Campania, Lazio, Liguria, Molise, Puglia, Sardegna, Sicilia, Toscana e Umbria.
La sua presenza è segnalata nelle isole dell'Arcipelago Toscano (Capraia, Elba, Giglio, Montecristo), dell'Asinara, Pantelleria e Pianosa.
Una consistente popolazione con individui di entrambe le sottospecie maggiori è limitata ad una località del delta del Po, il Bosco della Mesola. Data la distribuzione disgiunta dall'areale maggiore e la presenza delle due diverse sottospecie, questa popolazione è probabilmente alloctona, risultante da rilasci o fughe di individui tenuti in cattività.

### T. hermanni boettgeri

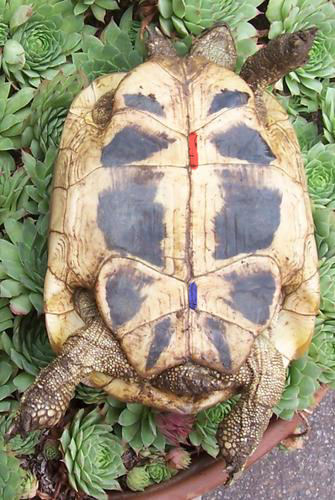
T. h. boettgeri femmina

Le dimensioni sono maggiori della T. h. hermanni, le femmine adulte possono arrivare a sfiorare i 30 cm di lunghezza come documentato in grossi individui di sesso femminile provenienti da alcune regioni di Bulgaria e Romania. Tuttavia le dimensioni medie si attestano a 16–18 cm per i maschi e 20–24 cm per le femmine. La colorazione di base varia dal giallo-verdastro al giallo-dorato a seconda della regione di provenienza, essendo questa sottospecie diffusa in un areale notevole che parte dall'Istria, Dalmazia, Erzegovina, Serbia, Macedonia del Nord, Albania, Grecia centrale e meridionale, in Albania sud-occidentale fino ad arrivare in Romania e Bulgaria. Le macchie nere sono minori di intensità ed estensione sia sul carapace che sul piastrone e in alcuni individui sono appena accennate. La sutura pettorale (rossa nella foto) è maggiore della femorale (blu nella foto). Non è raro trovare individui con le scaglie sopracaudali unite. Sono state documentate presenze di questa sottospecie nel nord Italia (Bosco della Mesola) nei pressi del delta del Po. Studi genetici ne confermerebbero l'origine balcanica, dunque la presenza naturale della sottospecie attualmente denominata ssp. hercegovinensis a Bosco Mesola è biogeograficamente giustificata quale parte residua di un areale che dalla Dalmazia si estendeva all'est del nostro paese attraverso il corridoio costiero dell'alto Adriatico.
La T. hermanni boettgeri potrebbe essere considerata una specie distinta dalla T. hermanni, date le differenze tassonomiche fra di esse. In quest'ottica -non condivisa dall'interezza della comunità scientifica- l'appellazione potrebbe cambiare a Testudo boettgeri, oppure Chersine boettgeri o ancora Eurotestudo boettgeri

### Altre sottospecie

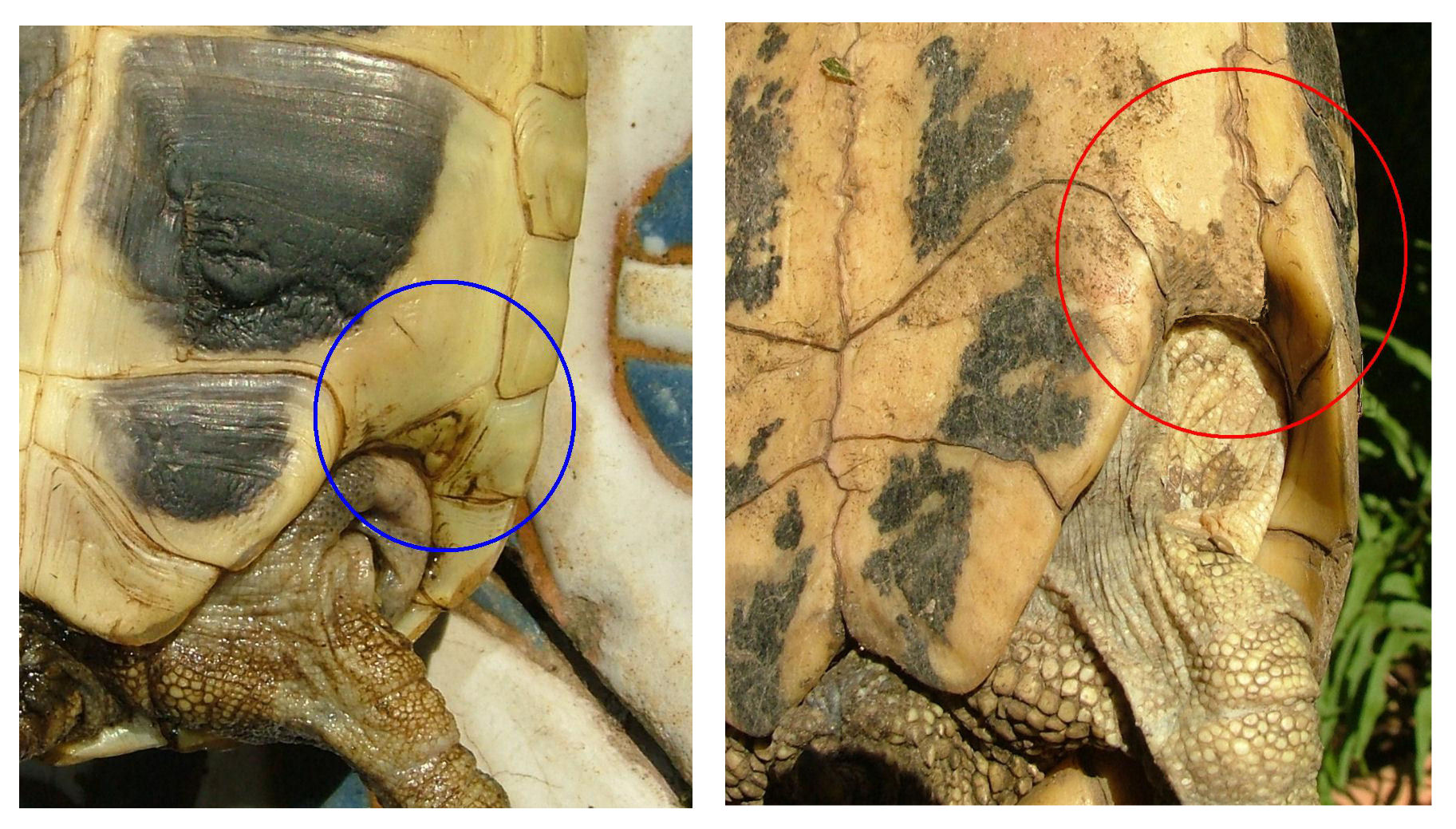
Dettaglio inguine: T. h. boettgeri (sinistra) T. h. hercegovinensis (destra)

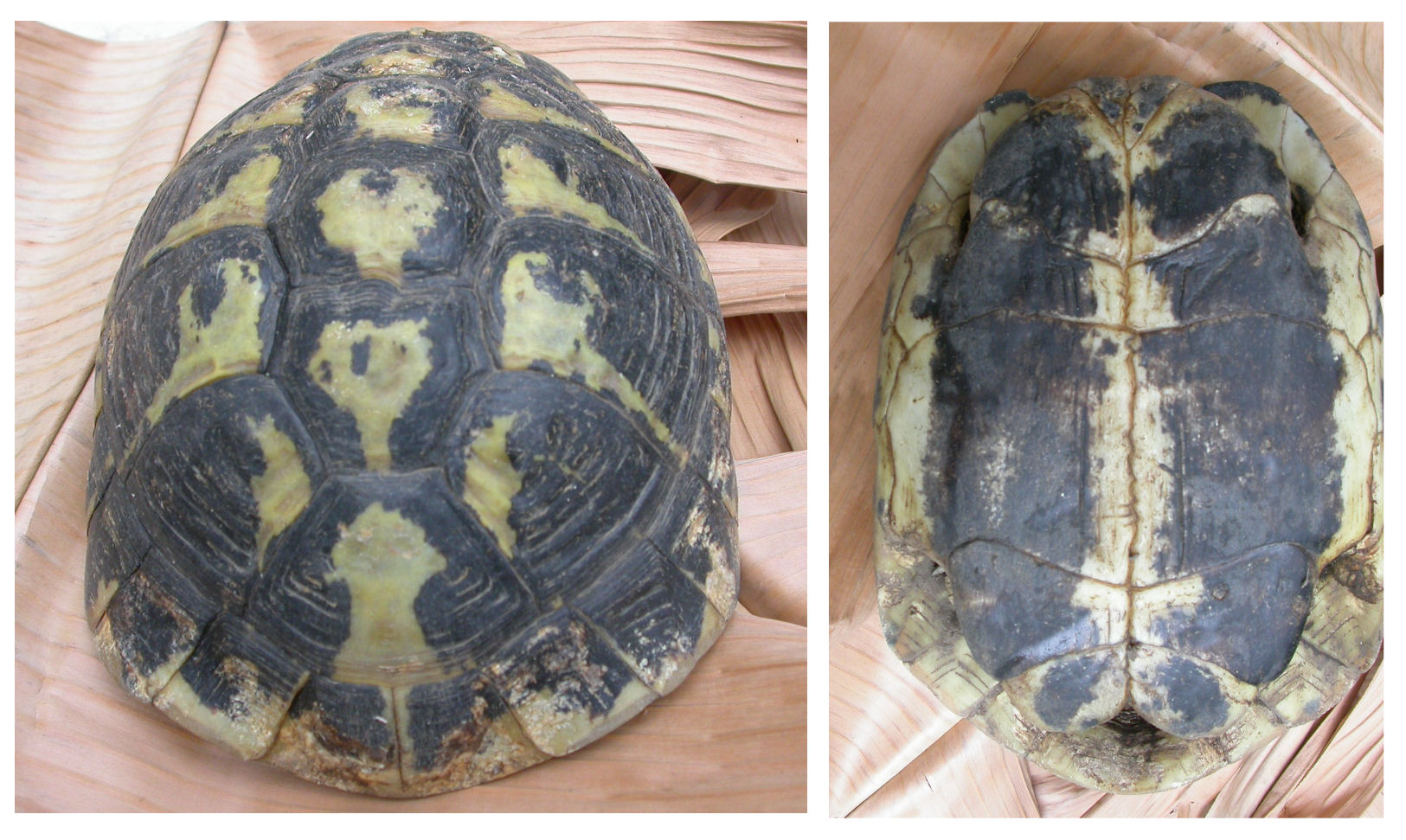
T. h. peloponessica, carapace e piastrone

Sono state proposte due sottospecie di questo animale in attesa di una verifica tassonomica:
- Testudo hermanni ssp. hercegovinensis[24] (Werner, 1899).
Proposta da Perälä (2002, 2004); Bour. (2004) respinta da Fritz et al.[22]

Molto simile alla T. h. boettgeri se ne differenzia per l'assenza di una o delle entrambe scaglie inguinali (evidenziata nella foto dal cerchio rosso), peculiarità riscontrata in numerosi individui osservati in Croazia, Bosnia ed Erzegovina e Montenegro.
La colorazione del piastrone si avvicina a quella della T. h. hermanni.
Peso: maschi tra i 600-830 g; femmine 990-1.080 g.
Dimensioni: maschi 12,5-13,5 cm; femmine 14-15 cm.
Numerosi individui presenti nel Bosco della Mesola presentano caratteristiche peculiari di questa sottospecie e recenti studi filogenetici ne confermerebbero l'origine dalmatica.
- Testudo hermanni peloponnesica

Con caratteri morfologici che l'avvicinano all T. h. hermanni, di piccole dimensioni, con carapace e piastrone molto scuri, è stata osservata nei dintorni di Sparta. Alcuni studi evidenziano una effettiva differenziazione genetica degli individui presenti in quell'areale. C'è timore che questo gruppo sia stato falcidiato dai tremendi incendi che hanno devastato l'areale del Peloponneso nell'estate del 2007.

### Revisioni della classificazione
Fino a pochi anni fa le due sottospecie riconosciute erano classificate come:
- Testudo hermanni ssp. robertmertensi (Wermuth, 1952)

la forma occidentale
- Testudo hermanni ssp. hermanni (Gmelin, 1789).

la forma orientale
Per motivi di priorità tassonomica attualmente rinominate in:
- Testudo hermanni ssp.  hermanni (Gmelin, 1789).

la forma occidentale
- Testudo hermanni ssp.  boettgeri (Mojsisovics, 1889)

la forma orientale
In base a recenti dati molecolari/morfologici del genere Testudo, confrontando specie fossili francesi e tedesche, una separazione delle specie è stata fatta risalire almeno al Miocene superiore, tant'è che da alcuni è stato proposto di rinominare la specie Testudo hermanni in Agrionemys hermanni, da altri in Eurotestudo, elevando le sottospecie a rango di specie riclassificandole:
- Eurotestudo hermanni
- Eurotestudo boettgeri

### Differenziazioni dallaT. graeca

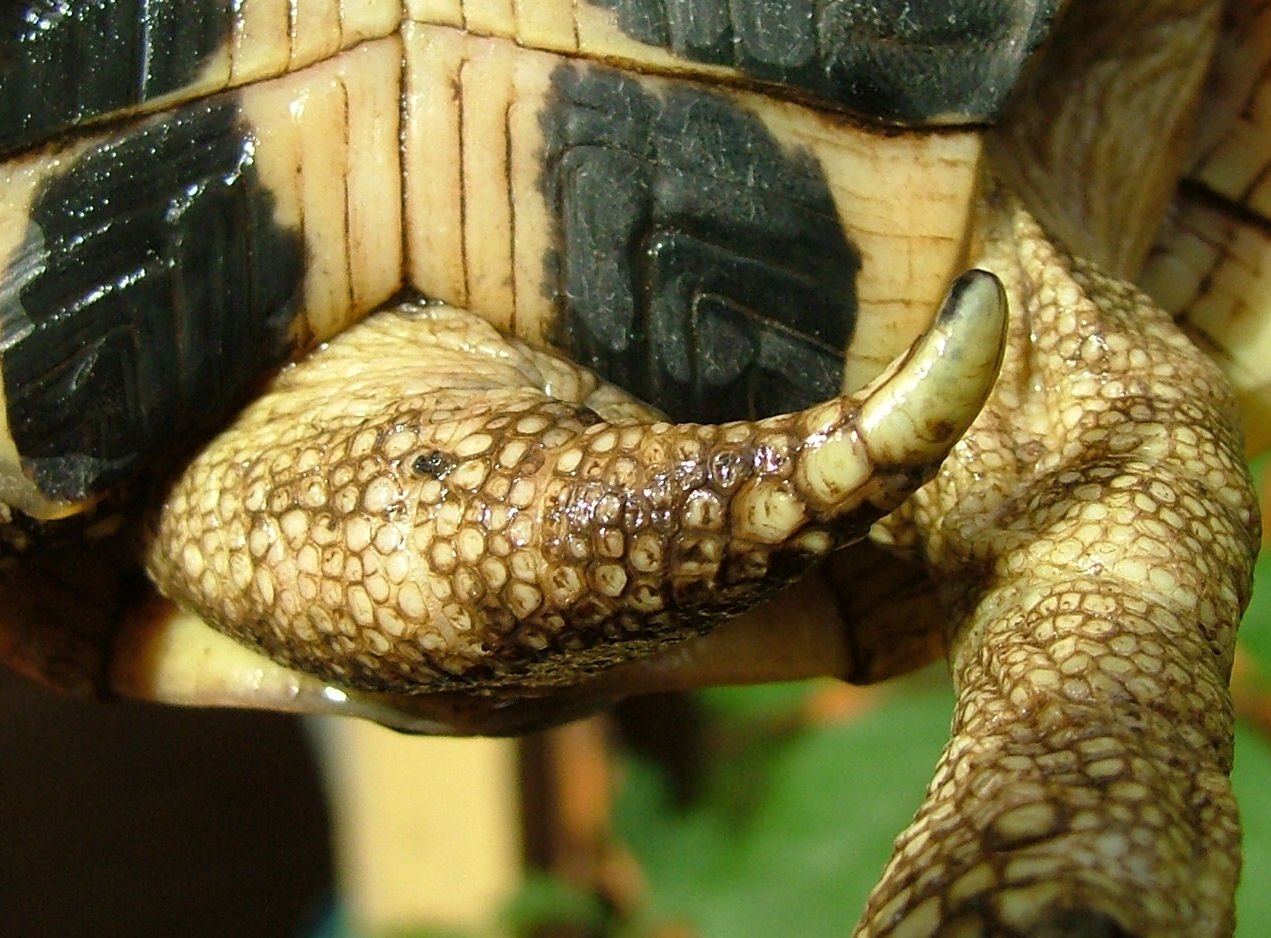
Astuccio corneo sull'apice della coda in giovane maschio di T. h. hermanni

I caratteri che distinguono la Testudo hermanni dalla Testudo graeca sono principalmente la presenza di un astuccio corneo all'apice della coda tanto dei maschi quanto delle femmine, assente in T. graeca, e l'assenza dei tubercoli cornei ai lati delle cosce, caratteristici delle T. graeca, anche se eccezionalmente sono presenti in qualche individuo di T. hermanni.
In genere la T. hermanni presenta la divisione in due parti dello scuto sopracaudale, ma numerosi sono gli individui con la scaglia priva di tale partizione.

### Relazioni genetiche intraspecie

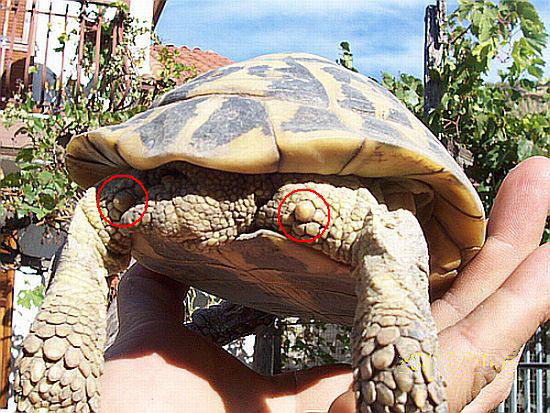
Raro individuo di T. h. hermanni con tubercoli cornei sulle cosce

Dalla disamina delle relazioni filogenetiche all'interno del genere Testudo, in particolare della sequenza dell'RNA mitocondriale, si è evidenziato che le T. h. hermanni presenti in Italia sono geneticamente omogenee e discendenti da un piccolo numero di individui sopravvissuti ad una forte riduzione della sottospecie, probabilmente da ricercare nei cambiamenti climatici avvenuti alla fine del Pleistocene, con localizzazione del rifugio glaciale in Sicilia. Sia la T. hermanni che l'Emys orbicularis, le due specie prettamente italiane, migrarono verso sud durante le ultime glaciazioni, per poi ripopolare le terre con il riscaldamento del clima avvenuto durante l'Olocene; al contrario dalla E. orbicularis che si è rapidamente diffusa in Europa e nelle regioni asiatiche vicine ai rifugi dei Balcani e a nord del Mar Nero, la T. hermanni non si è diffusa oltre le regioni nelle quali si era rifugiata, con una popolazione rimasta geneticamente poco differenziata, indicando una possibile conspecificità delle sottospecie.
Le T. h. hermanni francesi della Côte Varoise, si differenziano da quelle italiane perché discendenti da individui provenienti da un differente rifugio glaciale. Gli individui presenti in Spagna presentano delle spiccate affinità con gli individui siciliani.
Nella T. h. boettgeri sono state individuate più linee di discendenza, riconducibili a differenti rifugi glaciali geograficamente ristretti e isolati localizzati nella Grecia, all'interno di questi rifugi le singole popolazioni hanno sviluppato maggiori differenziazioni a causa della deriva genetica.

## Stato di conservazione
La T. hermanni corre il rischio di scomparire dall'ambiente naturale soprattutto per fattori antropogenici quali l'agricoltura meccanizzata e l'uso dei fitofarmaci, il traffico automobilistico, gli incendi, la distruzione dell'ambiente naturale e l'urbanizzazione, la cattura illegale e la predazione da parte di animali selvatici (soprattutto per colpa dell'introduzione negli anni ottanta a fini venatori del cinghiale ungherese, più grande ed aggressivo dell'autoctono). La cattura a fini alimentari umani pare del tutto scomparsa in Italia.
Da alcuni anni il divieto di cattura degli individui in natura ha spinto sempre più gli appassionati a dedicarsi all'allevamento delle varie specie di Testudo e attualmente gli individui allevati superano di gran lunga il numero di quelli selvatici.
Tuttavia gli sforzi degli allevatori vengono vanificati da una legislazione nazionale che non ha ancora preso atto di questa nuova realtà.

### Legislazione
Inserita nella Red List  delle specie minacciate di estinzione, come tutti i rettili del genere Testudo, la T. hermanni è protetta dalla Convenzione di Berna (allegato II), inclusa nella CITES (appendice II) dal 01/07/75 e nell'allegato A del Regolamento (CE) 1332/2005 della Comunità Europea, per cui è assolutamente vietato il prelievo in natura ed è regolamentato l'allevamento e il commercio degli individui in cattività. In Italia i compiti di sorveglianza e di gestione delle norme applicative delle convenzioni internazionali per la tutela delle specie animali erano di competenza del Corpo Forestale dello Stato e dal 2017 del Comando Unità Forestali Ambientali e Agroalimentari dei Carabinieri. 
L'attuale legislazione e le norme applicative nazionali molto rigide, di fatto hanno fatto aumentare l'importazione, nel pieno rispetto della CITES, da allevamenti di nazioni comunitarie della sottospecie (T. h. boettgeri) e specie alloctone (T. horsfieldii). La prima è facilmente ibridabile con la sottospecie autoctona, contribuendo così di fatto all'inquinamento genetico della Testudo hermanni hermanni.

## Storia, arte e cultura

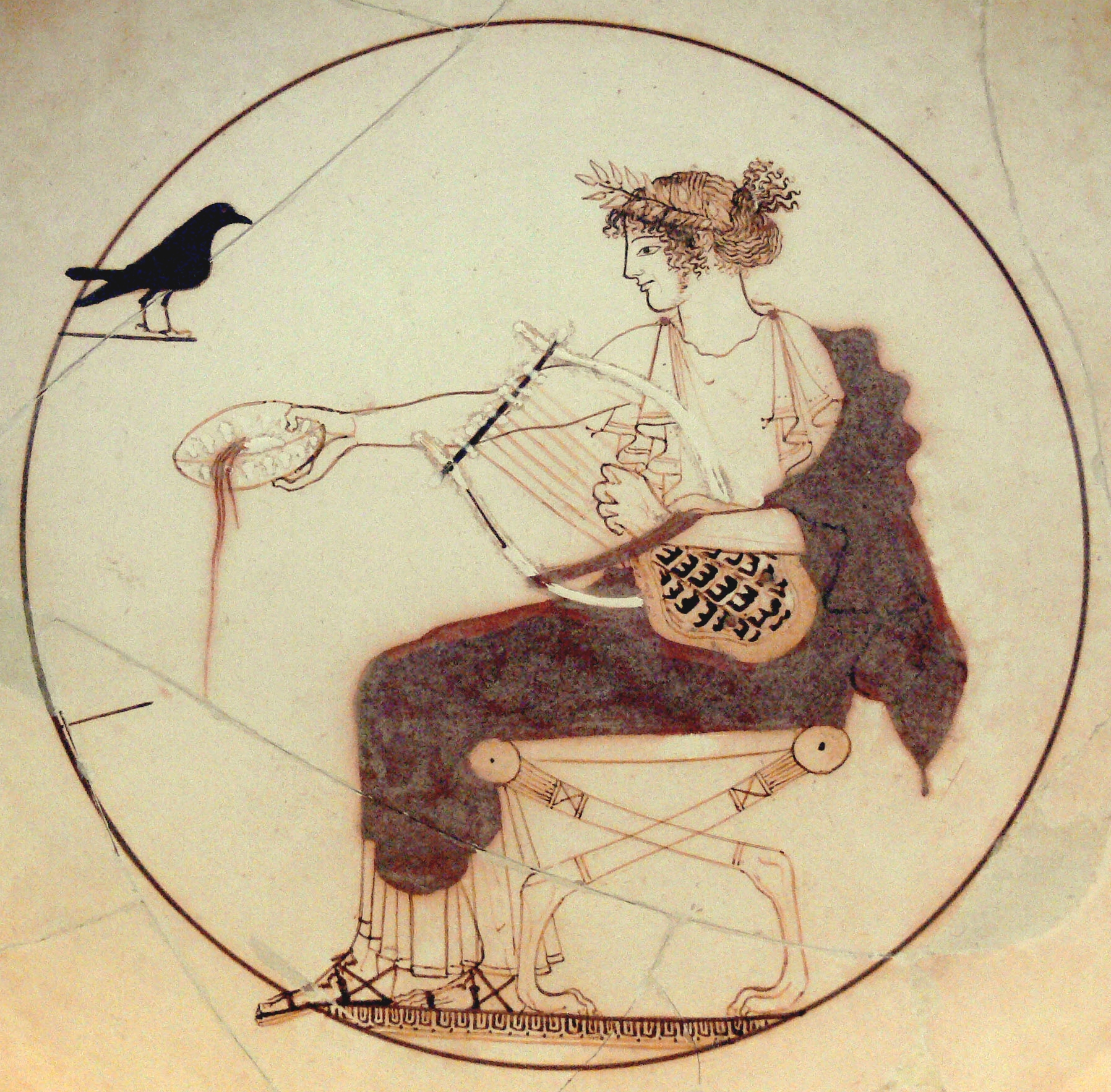
Apollo con la Chelys-lyra ricavata dal carapace di una T. hermanni, pittura vascolare greca, ca. 460 a.C.

Probabilmente diffusa nella penisola italiana dall'uomo neolitico, fin dall'antichità è stata catturata e allevata per usi alimentari, utilitaristici e come animale da giardino. Dal carapace se ne ricavavano svariati oggetti di uso comune, preziosi inserti in opere di ebanisteria e gioielleria e casse armoniche per strumenti musicali. La mitologia greca ci narra che l'inventore della lira fu Hermes. Un giorno il dio trovò all'interno della grotta una testuggine. La uccise, ne prese il carapace e tendendo sette corde di budello di pecora su dei corni di antilope ne ricavò lo strumento musicale. In seguito Ermes la regalò ad Apollo, e questi al figlio Orfeo.
Numerosi sono i rinvenimenti di gusci o oggetti da essi ricavati in sepolture antiche; da svariati ritrovamenti si ipotizza, ma potrebbero essere delle intrusioni post-deposizionali, che gli Etruschi inserissero delle tartarughe vive nelle tombe. I ritrovamenti di gusci nella casa di Giulio Polibio a Pompei confermano che questi rettili erano allevati in epoca romana come animali da giardino. 

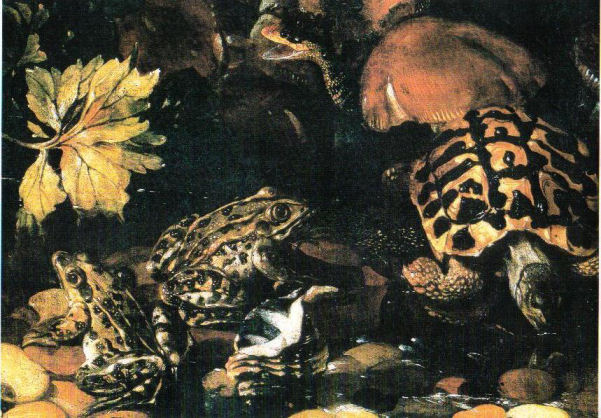
Dipinto di Paolo Porpora (Napoli 1617-Roma 1673), la T. h. hermanni è un tema iconografico ricorrente in molti suoi dipinti

Nel passato furono allevate da alcuni ordini monastici perché le loro carni, ritenute altamente nutritive soprattutto per gli infermi, erano tra le poche di cui la Chiesa cattolica consentiva il consumo nei giorni di astinenza. Sin dai primordi dell'arte, innumerevoli sono le raffigurazioni di testuggini, in alcune di esse è possibile identificare con certezza l'appartenenza alla specie T. hermanni. In letteratura è ricorrente il personaggio della testuggine come raffigurazione della longevità e della pacatezza, famoso è il racconto di Esopo, La lepre e la testuggine. In matematica è da ricordare, Achille e la testuggine, il secondo dei paradossi formulati da Zenone di Elea. Vuole la leggenda che Eschilo sia morto per colpa di un'aquila, o più probabilmente di un gipeto, che avrebbe lasciato cadere, per spezzarla, una testuggine sulla sua testa, scambiandola, data la calvizie, per una pietra.